# 富智康集團
富智康集團有限公司（英語：FIH Mobile Limited，簡稱富智康集團或富智康），前身為「富士康國際控股有限公司」（港交所：2038），是鴻海集團旗下子公司，香港上市公司，主營業務為蘋果手機外安卓系統手機代工，客戶包括有HMD Global、华为、華碩、联想、OPPO、錘子手機、魅族、中興通訊，小米以及其他大量知名中國大陸的本土手機企業。富智康除了夏普、富可視兩個智慧型手機自有品牌之外，2016年更向微軟買下諾基亞功能機業務，並在翌年年底和HMD Global合作推出諾基亞Android手機。
富智康集团有限公司(FIH)是富士康科技集团旗下从事无线通信产品研发设计、手机零组件加工制造与精密模具生产之事业单位。 2002年4月成立于深圳，2005年2月在香港挂牌上市，现有员工六万余名。因其名與富士康相似，常被混淆，然其僅為鴻海集團旗下負責手機事業的子公司，有鴻海小金雞之稱。

## 歷史
- 2005年2月3日，富士康國際控股有限公司以3.88港元掛牌價在香港上市。
- 2006年4月，香港富士康的市值超過一千億港幣，此時的富士康國際控股有限公司的董事局主席兼行政總裁是陳偉良。
- 2006年9月11日，總部位於香港的富士康國際控股有限公司，成為香港恆生指數成分股。
- 2013年3月21日，富士康國際公布，計劃更改公司名稱為「富智康集團」，公司英文名稱亦計劃由「Foxconn International Holdings Limited」，更改為「FIH Mobile Limited」。[3][4]
- 2016年6月，富智康收購微軟旗下諾基亞品牌功能機業務，並接收其在越南的生產基地。[5]隔年年底，攜手富智康回歸的諾基亞手機，在全球獲得優異反響，將有望在2017年出貨量達千萬隻。[6]
- 2017年，富智康成立夏普-富可視品牌事業處，由原中興通訊、酷派集團副總裁羅忠生領軍，[7]並於八月推出夏普第29款全螢幕手機「美人尖S2」，引發市場話題。2017年10月，華為在其首款全螢幕手機榮耀7x發布會上公開表示：「夏普手機才是全面屏始祖。」[8]

## 據點
富智康以廊坊为全球总部，為一國際化企業。其於北、北京、南京、深圳建立软硬件研发中心，並在廊坊、北京、烟台、衡阳、贵阳、深圳、中山建立生产制造基地，从事无线通信、消费电子产品的设计生产制造。
2004年富智康布局北美洲CUU，2005年底成立印度清奈厂，2010年兴建越南北宁厂。2012年迈进美国达拉斯，2015年进驻美国圣荷西，随后建立印度AP厂，2016年中旬在印度孟买投产建厂。2016年，富智康收购微软旗下诺基亚功能机业务，接收其越南廠區。2017年，於深圳建立夏普品牌研發中心。

## 相關品牌

### 夏普
2016年2月，日本夏普公司同意臺灣鴻海集团提出的收购要约。同年4月，兩方完成并购程序，夏普正式成为鴻海集团的子公司，而富智康也成为夏普手机研发、生产到品牌营销的重要合作夥伴。富智康並成立夏普手機品牌事業處，延攬原中興副總裁、酷派海外副總裁羅忠生擔任夏普-富可視品牌事業CEO。

### 富可視
InFocus是美国的電器影音品牌，成立于1986年，以LCD投影与DLP显像技术成為主。 2013年起携手富士康集团推出液晶顯示器与智慧型手機产品。产品线横跨各类智能触碰装置，包括手机、电视、平板、户外电子广告牌等。

## 發展方向
富智康在2015年起積極拓展印度，建設手機生產基地，並以2億美元收購印度第二大網購商Jasper。2016年與騰訊集團投資印度即時通訊軟體「Hike Messenger」1.75億美元。。2017年與小米科技布建第二個小米專屬印度生產基地。
2017年，鴻海董事長郭台銘透過富智康集團投資香港新創公司「Tink Labs」1300萬美元。

## 與富士康的混淆
由於富智康（FIH Mobile）與富士康科技集團（Foxconn Group）中文僅有一字之差，而富智康又為富士康的關係企業，因此常常被報章媒體混淆。其實富智康為富士康之子公司，主要負責手機相關業務，富智康並不等同富士康。

## 股價
2005年2月3日，富智康以3.88元港幣在香港上市，至2006年11月7日的股價達27.7元港幣，大漲6.13倍，總年值一度來到1880億元港幣（約新台幣7500多億元），成為鴻海集團總市值僅次於鴻海的公司。
2007年，富智康的業績表現明顯不如預期，在比亞迪的奇襲下，近500名富智康主要幹部、員工跳槽至比亞迪，將技術以及大筆訂單帶到比亞迪，全年獲利僅達到7.21億美元，較前一年度的7.18億美元，輕微增長0.47%。加上中國啟動成本法的實施及原物料上漲、人民幣升值等不利因素，8月21日富智康的股價更跌至近三年來新低的5.31元港幣，跌幅超過80%。富智康的總年值也由最高峰的一千九百億元港幣，縮小至不到四百亿元港幣，10月27日的股價收在1.7元港幣，是史上最低。2008年富智康公佈上半年獲利僅1.42億美元，衰退56.1%，2008年全年稅後純益1.22億美元，比2007年7.25億美元大減83%。2009年上半年虧損幅度為1,900萬美元。富智康國際於2012年度虧損3.16億美元，每股虧損0.04美元，不派末期息。集團營業額下跌17.5%，減少11億美元，為52.4億美元。
2017年2月10日富智康股價高漲11.36%至2.94港幣，創下於2015年起19個月新高。

## 外部連結
- FIH 官網介紹 （页面存档备份，存于）
- FIH （页面存档备份，存于）（英文）
- Foxconn：通路事業
- 104人力銀行企業簡介 （页面存档备份，存于）